# Cantone di Eyguières
Il Cantone di Eyguières era una divisione amministrativa dell'arrondissement di Arles.
A seguito della riforma approvata con decreto del 18 febbraio 2014, che ha avuto attuazione dopo le elezioni dipartimentali del 2015, è stato soppresso.

## Composizione
Comprendeva i comuni di:
- Alleins
- Aureille
- Eyguières
- Lamanon
- Mallemort
- Mouriès
- Vernègues